# Phyll Opoku-Gyimah
Pour les articles homonymes, voir Opoku.

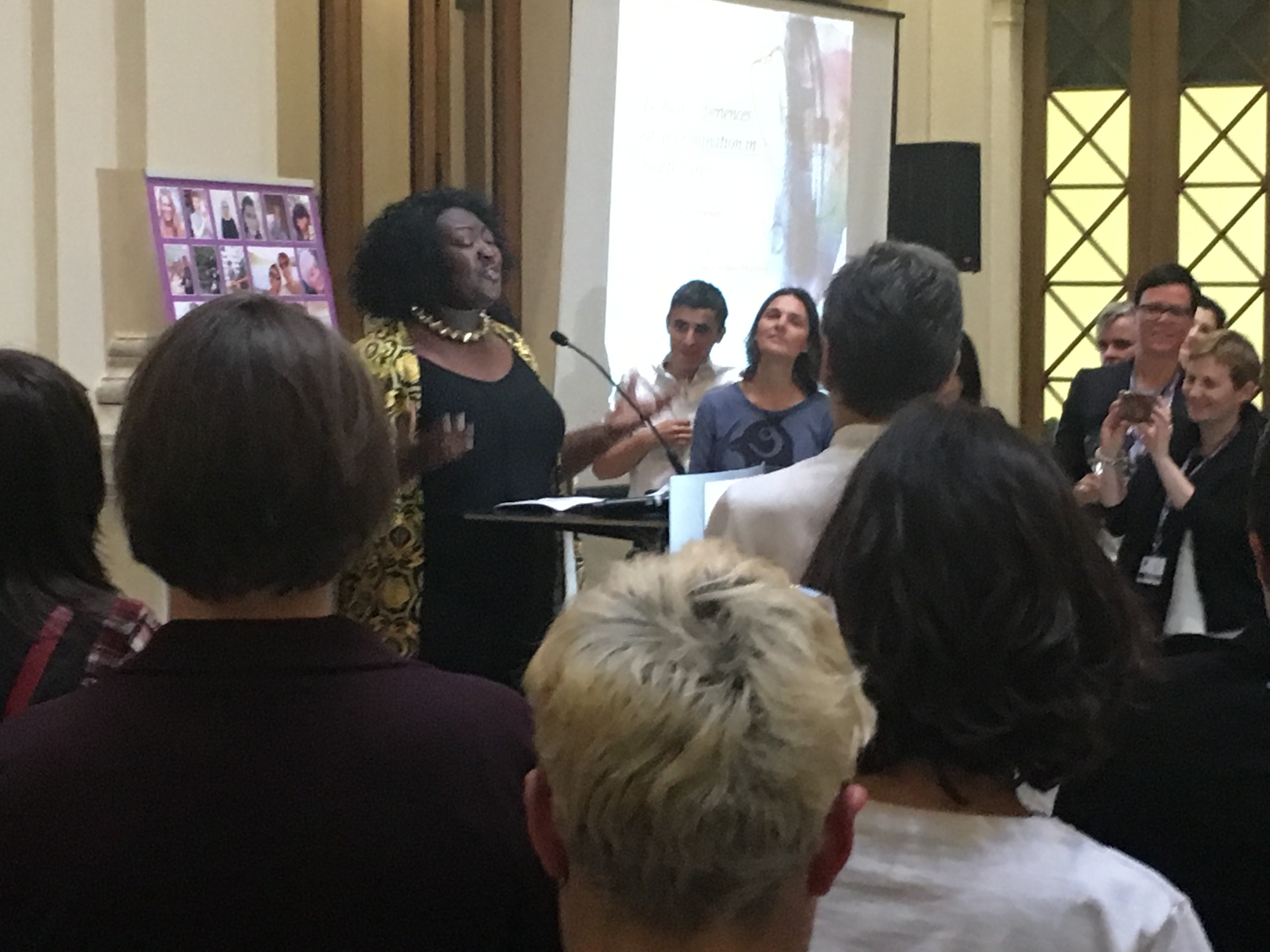
Discours d'introduction de Phyll Opoku-Gyimah à la première conférence lesbienne européenne à Vienne le 5 octobre 2017.

Phyll Opoku-Gyimah aussi connue sous le nom de Lady Phyll est une militante LGBTQI, fonctionnaire et syndicaliste britannique. Elle est également connue en tant que chroniqueuse du journal lesbien Diva.

## Biographie
Phyll Opoku-Gyimah est originaire du Ghana. Elle est la cofondatrice, administratrice et directrice exécutive de UK Black Pride. 
En 2005, alors coordinatrice d'un collectif lesbien en ligne nommé Black lesbians in the UK (BLUK ; en français « Lesbiennes noires du Royaume-Uni »), elle organise une marche une marche des fiertés lesbiennes pour les personnes LGBTQI noires, dans une perspective intersectionnelle à Southend-on-Sea (Essex). cette marche devient par la suite l'ONG nommée Black Pride (fierté noire). 
Elle  siège à la commission du TUC sur les relations raciales race et est également administratrice de l'ONG LGBTIQ Stonewall.
Elle est fonctionnaire et entre au syndicat britannique PCS (Public and commercial services) où elle devient responsable des questions d'égalité. Elle est également chroniqueuse du magazine lesbien Diva.
En 2015 est l'une des juges de la Rainbow list née en 2000, également connue sous le nom de Pink list, répertoriant les cent personnalités gays les plus influentes du mouvement LGBTIQ.

Opoku-Gyimah fait la une des journaux en 2016 en refusant l'Ordre de l'Empire Britannique,,, en affirmant ne pas être en faveur des empires quels qu'ils soient. Elle a indiqué qu'elle ne peut pas accepter un prix lié de près ou de loin au 

« colonialisme et à son héritage toxique et persistant dans le Commonwealth, où - parmi nombre d'autres injustices, les personnes LGBTQI sont toujours persécutées, torturées et même assassinées à cause des lois sur la sodomie. »

En octobre 2017, elle délivre l'un des discours d'ouverture de la première conférence européenne des lesbiennes à Vienne.

Lors de ses discours elle aime répéter : 

« C'est un combat collectif, et ton combat doit être mon combat, et mon combat doit être le tien »

## Publications
Dans le magazine Diva :
- Phyll Opoku-Gyimah : « My Pride is political », Diva Magazine, 2 février 2017[5]

## Récompenses et reconnaissances
- Independent on Sunday Pink List, 2011 (64), 2012 (11)
- Black LGBT Community Award
- Big Society Award nomination (2012)
- World Pride Power List (2012)